# Liliana Jadue
Liliana Soraya Josefina Jadue Hund (Santiago, 27 de abril de 1958) es una médica cirujana y política chilena de origen palestino, que desde marzo de 2010 hasta enero de 2011, se desempeñó como subsecretaria de Salud Pública de su país bajo el primer gobierno de Sebastián Piñera.

## Familia, estudios y carrera profesional
Nació en Santiago de Chile el 27 de abril de 1958, hija de los descendientes palestinos Osvaldo Jadue Jadue y María Hund Kasper. Realizó sus estudios superiores en la carrera de médico cirujano en la Pontificia Universidad Católica (PUC), y luego cursó un magíster en salud pública, mención en epidemiología en la Universidad de Chile. En 2001 recibió la Beca Fulbright en la Escuela de Salud Pública de la Universidad de Harvard, Estados Unidos.
Ha ejercido su profesión en el sector público y privado, siendo asesora de la Comisión de Reforma de la Salud y consultora del Ministerio de Salud, de la Organización Panamericana de la Salud (OPS), entre otros organismos.
Paralelamente, fue revisora de trabajos de investigación de FONDECYT y de la Revista Médica de Chile, y por otra parte, ha realizado múltiples publicaciones académicas en medios nacionales e internacionales. También, se desempeñó como profesora universitaria e investigadora asociada de la Iniciativa Chilena de Equidad en Salud.
En febrero de  2010, fue anunciada por el presidente electo Sebastián Piñera como subsecretaria de Salud Pública, asumiendo oficialmente el 11 de marzo de 2010, con el inicio de la administración. Renunció a su cargo el 24 de enero de 2011, luego de diferencias con el ministro de Salud Jaime Mañalich, entre esos roces que gatillaron su renuncia, se encontraba el estallido del caso de la presencia de pesticidas en colados para niños y adultos mayores.
En 2021, integró el equipo médico del precandidato presidencial Ignacio Briones, de cara a las primarias de Chile Vamos de julio de ese año.
En el presente, ejerce como especialista en salud pública en la Corporación Nacional Autónoma de Certificación de Especialidades Médicas (Conacem). En paralelo, funge como directora del Magíster en Gestión en Salud en la Universidad del Desarrollo (UDD).